# Campeonato Mundial de Escalada de 2019
El XVI Campeonato Mundial de Escalada se celebró en Hachioji (Japón) entre el 11 y el 21 de agosto de 2019 bajo la organización de la Federación Internacional de Escalada Deportiva (IFSC) y la Federación Japonesa de Deportes de Escalada.
Las competiciones se realizaron en la Esforta Arena Hachioji de la ciudad japonesa.

## Medallistas

### Masculino
| Evento             | Oro                                | Plata                                 | Bronce                                    |
| ------------------ | ---------------------------------- | ------------------------------------- | ----------------------------------------- |
| Dificultad (15.08) | Adam Ondra · República Checa · 34+ | Alexander Megos · Alemania · 33+      | Jakob Schubert · Austria · 33+            |
| Velocidad (17.08)  | Ludovico Fossali · Italia          | Jan Kříž · República Checa            | Stanislav Kokorin · Rusia                 |
| Bloques (13.08)    | Tomoa Narasaki Japón 2T 4z1 22     | Jakob Schubert · Austria · 0T 3z0 10  | Yannick Flohé · Alemania · 0T 3z0 13      |
| Combinada (21.08)  | Tomoa Narasaki Japón 4,00 pts.     | Jakob Schubert · Austria · 35,00 pts. | Rishat Jaibulin · Kazajistán · 40,00 pts. |

### Femenino
| Evento             | Oro                                 | Plata                          | Bronce                               |
| ------------------ | ----------------------------------- | ------------------------------ | ------------------------------------ |
| Dificultad (15.08) | Janja Garnbret Eslovenia 43+        | Mia Krampl Eslovenia 39+       | Ai Mori Japón 38+                    |
| Velocidad (17.08)  | Aleksandra Mirosław · Polonia       | Niu Di China                   | Anouck Jaubert Francia               |
| Bloques (13.08)    | Janja Garnbret Eslovenia 3T 3z8 8   | Akiyo Noguchi Japón 2T 2z4 2   | Shauna Coxsey Reino Unido 2T 2z 6    |
| Combinada (20.08)  | Janja Garnbret Eslovenia 12,00 pts. | Akiyo Noguchi Japón 21,00 pts. | Shauna Coxsey Reino Unido 42,00 pts. |

## Medallero
| Núm. | País            | Oro | Plata | Bronce | Total |
| ---- | --------------- | --- | ----- | ------ | ----- |
| 1    | Eslovenia       | 3   | 1     | 0      | 4     |
| 2    | Japón           | 2   | 2     | 1      | 5     |
| 3    | República Checa | 1   | 1     | 0      | 2     |
| 4    | Italia          | 1   | 0     | 0      | 1     |
| 4    | Polonia         | 1   | 0     | 0      | 1     |
| 6    | Austria         | 0   | 2     | 1      | 3     |
| 7    | Alemania        | 0   | 1     | 1      | 2     |
| 8    | China           | 0   | 1     | 0      | 1     |
| 9    | Reino Unido     | 0   | 0     | 2      | 2     |
| 10   | Francia         | 0   | 0     | 1      | 1     |
| 10   | Kazajistán      | 0   | 0     | 1      | 1     |
| 10   | Rusia           | 0   | 0     | 1      | 1     |
|      | TOTAL           | 8   | 8     | 8      | 24    |